# ラッセル・ベイカー
ラッセル・ベイカー（Russell Baker, 本名：Russell Wayne Baker, 1925年8月14日 - 2019年1月21日）は、アメリカ合衆国の作家、コラムニスト。
1983年にピューリッツァー賞 伝記部門を受賞した自伝「Growing Up」（1982）で知られる。 彼は1962年から1998年までニューヨーク・タイムズ紙のコラムニストであった。2019年1月27日、バージニア州リーズバーグの自宅で転倒したのが原因で死去。93歳没。

## 邦訳された作品
- 『怒る楽しみ -ベスト・コラム46』 新庄哲夫訳　河出書房新社　1988/6　のち文庫
- 『グローイング・アップ』 Growing Up 麻野二人 中央公論社 1986/4 のち文庫
- 『グッド・タイムズ』 The Good Times 土屋政雄訳  中央公論社 1992/9
- 『マンハッタンでラクダを飼う方法』 The Rescue of Miss Yaskell and Other Pipe Dreams 越智道雄訳 :東京書籍/アメリカ・コラムニスト全集 1992/5